# Pablo Bruna
Pablo Bruna (ur. 22 czerwca 1611 w miejscowości Daroca, zm. 27 czerwca 1679 tamże) – hiszpański kompozytor i organista barokowy.
W dzieciństwie stracił wzrok z powodu ospy.
Od 1631 roku aż do śmierci pełnił funkcję organisty w swojej rodzinnej miejscowości Darocie. Pablo Bruna był stryjem Diega Xaraba. Bruna znany był jako zdolny nauczyciel, a jego uczeń i bratanek Diego Xaraba również stał się wybitnym muzykiem.

## Twórczość
Przetrwały 32 dzieła organowe Bruny, głównie w formie tiento. Wiele z nich znanych jako tientos de medio registerro przeznaczonych jest na podzieloną klawiaturę, co jest typową cechą organów hiszpańskich.
Był także twórcą 7 hymnów na święto Bożego Ciała Pange lingua oraz niekompletnego zestawu Psalmów.